# Alexander Jackson Davis
Alexander Jackson Davis (ur. 24 lipca 1803 w Nowym Jorku, zm. 14 stycznia 1892 w Orange) – amerykański architekt i rysownik.

## Życiorys
W 1829 rozpoczął współpracę z Ithielem Townem, wraz z którym wzniósł wiele kapitoli stanowych w stylu neoklasycznym, z doryckim portykiem i kopułą nad środkową częścią korpusu (Indiana 1831-1835, Karolina Północna 1833-1842), które stanowią najdoskonalszy przykład stylu greek revival w USA. Poza tym zaprojektował wiele neogotyckich willi i domów wiejskich (niekiedy razem z wyposażeniem), m.in. Lyndhurst w Tarrytown z 1838 (rozbudowany w latach 1864-1867), brał udział w tworzeniu dzielnicy willowej Llewellyn Park w Nowym Jorku (1853-1870). Współpracował z Andrew Jacksonem Downingiem. Był współzałożycielem American Institute of Architecture.